# フレンテ (企業)
株式会社フレンテ（英: Frente Co., Ltd.）は、株式会社湖池屋（初代）を中心とするグループの純粋持株会社であった企業。
2016年10月に、株式会社湖池屋（初代）、株式会社フレンテ・インターナショナルほか1社の事業会社を吸収合併して、株式会社湖池屋（2代）に商号変更した。

## 沿革
- 1977年1月 - 株式会社メリカ・フーズとして設立
- 1990年4月 - 株式会社ケイコウ・フーズに社名変更
- 1995年11月 - フレンテ株式会社（初代）に社名変更
- 2001年7月 - 株式交換により湖池屋を100%子会社にする
- 2002年6月 - 株式会社フレンテホールディングスに社名変更のうえ、菓子製販部門を新設のフレンテ株式会社（2代）に分離して持株会社化
- 2003年11月 - 株式会社フレンテに社名変更（フレンテ株式会社（2代）は株式会社フレンテ・インターナショナルに社名変更）
- 2004年6月 - 日本証券業協会（現在のJASDAQ）に株式を店頭登録
- 2011年5月 - 日清食品ホールディングスと資本業務提携
- 2014年1月 - 日清食品グループで中国・香港の現地法人・日清食品有限公司（香港日清）との合弁により日清湖池屋（中国・香港）有限公司を設立。「カラムーチョ」（中国名・激辣魔薯）と「すっぱムーチョ」（中国名・激酸魔薯）の現地での製造販売を開始。
- 2016年3月 - Koikeya Vietnam Co.,Ltd.を設立
- 2016年10月1日 - 子会社の株式会社湖池屋、株式会社フレンテ・インターナショナル、株式会社アシストを吸収合併し、社名を株式会社湖池屋（英文: KOIKE-YA Inc.）に変更[1]

## 関連会社
- 株式会社湖池屋
- 株式会社フレンテ・インターナショナル
- 株式会社アシスト
- Koikeya Vietnam Co.,Ltd.
- 台湾湖池屋股份有限公司
- 日清湖池屋（中国・香港）有限公司